# سيزار فيراندو
سيزار فيراندو (بالإسبانية: César Ferrando) هو لاعب كرة قدم ومدرب كرة قدم إسباني، ولد في 25 يوليو 1959 في Tavernes de la Valldigna ‏ في إسبانيا. لعب مع أولمبيك تشاتيفا وفالنسيا ميستايا ونادي أونتينيينت ونادي ساباديل ونادي سالامانكا ونادي فالنسيا.

## وصلات خارجية
- سيزار فيراندو على موقع قاعدة بيانات كرة القدم.إي يو (الإنجليزية)